# Rinzai

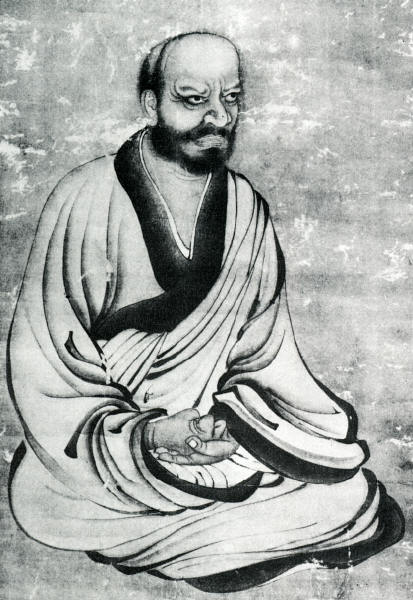
Pintura japonesa de Linji Yixuan (japonés: Rinzai Gigen).

Rinzai (臨済宗; japonés: Rinzai-shū, chino: línjì zōng) es el nombre de una de las tres escuelas del budismo zen existentes en Japón (Sōtō, Rinzai y Ōbaku). 
Rinzai es la línea japonesa de la escuela china Linji, fundada durante la dinastía Tang por "Linji Yixuan" (en japonés: "Rinzai Gigen").

## Características
El Rinzai Zen está marcado por el énfasis que pone en el Kenshō ("ver nuestra verdadera naturaleza", o iluminación) como puerta de entrada a la práctica budista auténtica, así como por su insistencia en muchos años de exhaustivo entrenamiento tras la iluminación para encarnar el libre funcionamiento de la sabiduría dentro de las actividades de la vida cotidiana. La formación centrada en los Kōan es una herramienta para este fin, que la escuela Rinzai desarrolló en gran medida; en general, la escuela Rinzai es conocida por el rigor y la severidad de sus métodos de entrenamiento.

## Establecimiento en Japón

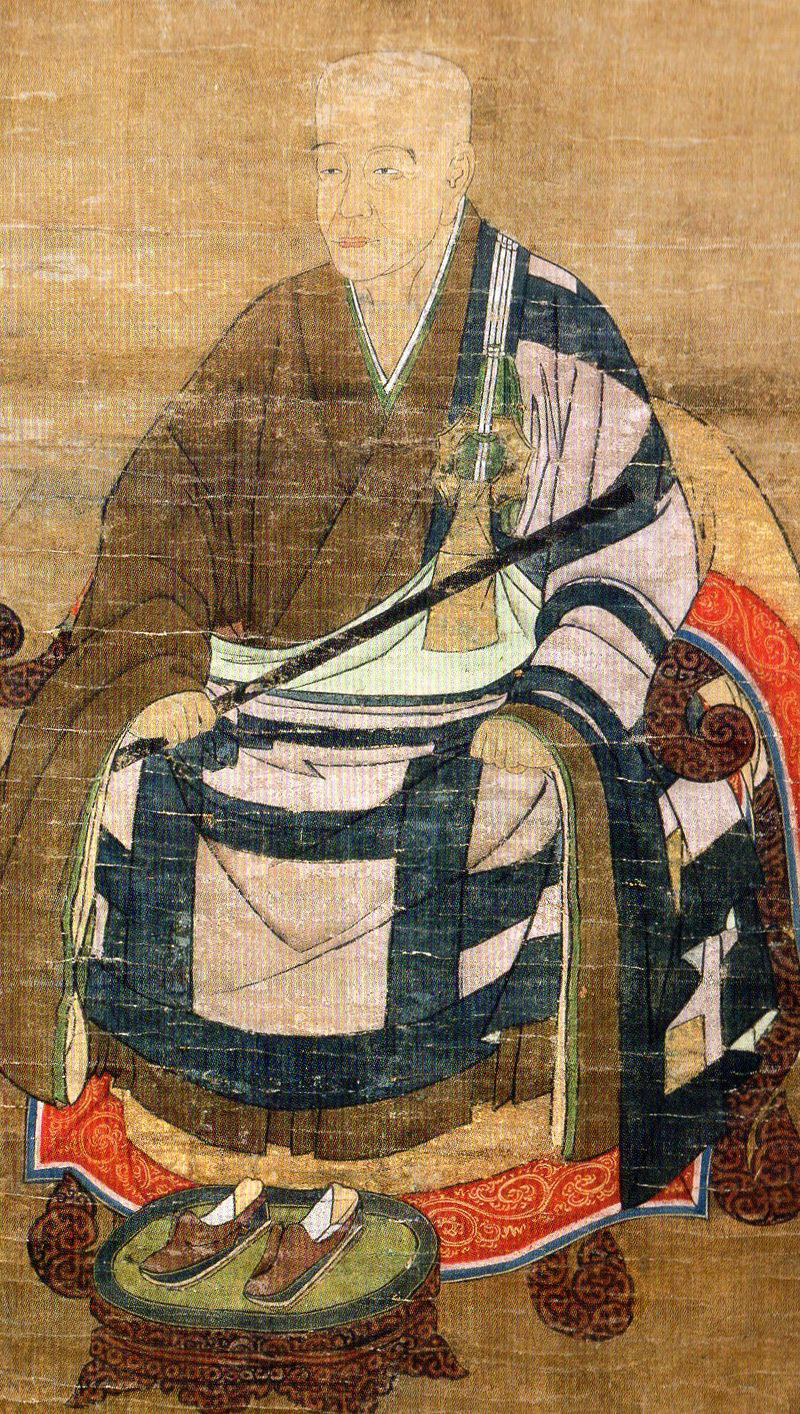
Myōan Eisai, fundador de la escuela Rinzai Zen en Japón,.

Aunque hubo varios intentos de establecer la línea Rinzai en Japón, arraigaría de una manera duradera a través de los esfuerzos del monje "Myōan Eisai", tras su regreso de China en 1191, por lo que se le identifica con la transmisión del Rinzai a Japón. 
Más tarde, la escuela florecería y lograría una identidad claramente japonesa con "Shuho Myocho" (también conocido como "Daito Kokushi", 1283-1337) y Musō Soseki (1275-1351), influyentes maestros que no viajaron a China a estudiar.

## Orígenes e historia temprana
El Rinzai Zen no es hoy día en Japón una institución única organizada. Más bien se divide en 15 ramas referidas a los nombres de sus templos principales. El mayor y más influyente de ellos es la rama de Myōshin-ji, cuyo templo principal fue fundado en 1342 por Kanzan Egen Zenji (1277–1360). Otras ramas principales incluyen Nanzen-ji y Tenryū-ji (ambas fundadas por Musō Soseki), Daitoku-ji (fundada por Shuho Myocho), y Tofuku-ji (fundada por Enni Ben'en, 1202-1280). Cabe señalar que estas ramas son únicamente divisiones de organización derivadas de la historia del templo y del linaje maestro-estudiante, y no representan una división de escuelas o diferencias en la práctica fundamental.
El tiempo durante el cual se estableció el Rinzai Zen en Japón vio también el surgimiento de los samuráis al poder. Junto con el temprano apoyo imperial, el Rinzai llegó a disfrutar del patrocinio de esta clase guerrera recién ascendida; como el estilo Rinzai de práctica Zen puede ser caracterizado como algo marcial o brusco (siguiendo el espíritu de Linji Yixuan), esto quizás no sea sorprendente. En este sentido, Rinzai es a menudo contrastada con otra escuela de Zen profundamente arraigada en Japón, el Sōtō, que ha sido denominada más apacible e incluso rústica en el espíritu. Un dicho japonés refleja esta percepción: "Rinzai para el Shōgun, Sōtō para los campesinos" (臨済将軍、曹洞土民, Rinzai Shōgun, Sōtō Domin).

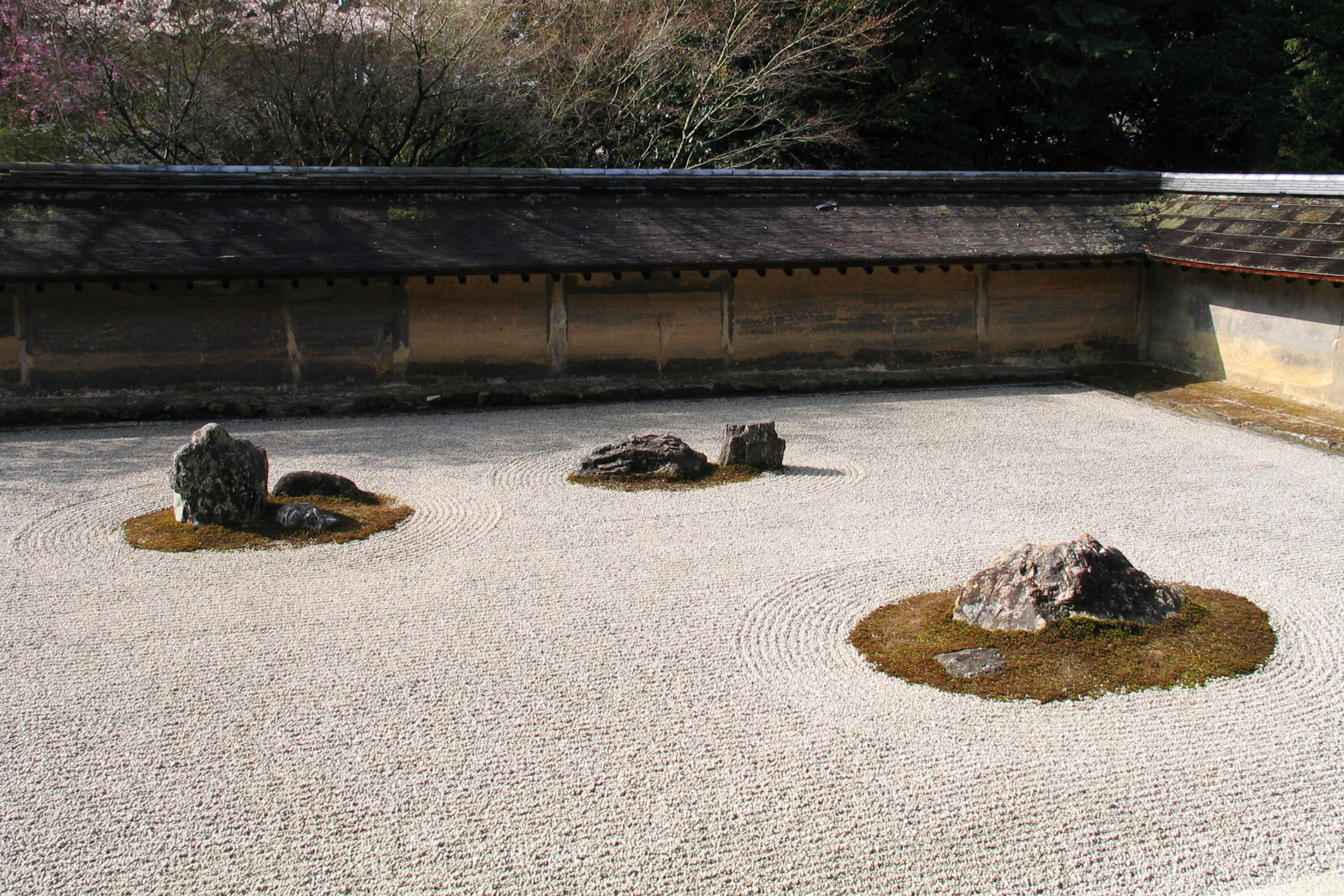
Jardín seco en Ryōan-ji, un templo Rinzai Zen en Kioto.

Excelentes resultados de la relación temprana entre Rinzai Zen y las clases dominantes fueron una fuerte influencia Rinzai en la educación y el gobierno, y contribuciones Rinzai a un gran florecimiento de las artes culturales japonesas como la caligrafía, la pintura, la literatura, la ceremonia del té, el diseño del jardín japonés, la arquitectura e incluso las artes marciales. Un resultado quizás inesperado es que los templos Sōtō Zen, con su conexión y atractivo para los plebeyos, con el tiempo llegaron a superar a los templos Rinzai.
Aparte de Rinzai y Sōtō, hay una tercera tradición Zen presente en Japón, la escuela Zen Ōbaku. Curiosamente, el Ōbaku también es descendiente de la escuela china Linji, por lo que técnicamente puede ser considerada una parte del movimiento japonés Rinzai. Sin embargo, fue traída a Japón en el siglo XVII, y muestra una influencia significativa de la escuela de la Tierra Pura. Esto refleja las tendencias sincréticas que se desarrollaron en el budismo chino en los siglos después en que las líneas Rinzai más tempranas hubieran sido transmitidas a Japón. Mientras Manpuku-ji, el templo de la sede Ōbaku, es considerado una de las 15 ramas Rinzai mencionadas anteriormente, Ōbaku Zen es administrativamente independiente de las otras 14 ramas y sigue manteniendo su propia identidad.
Una última escuela de Zen japonés que se autoidentifica como descendiente de la escuela Linji fue la escuela Fuke; el Fuke Zen fue suprimida con la Restauración Meiji en el siglo XIX y ya no existe. Su influencia en el desarrollo de la música para el shakuhachi (flauta de bambú), sin embargo, ha sido grande.

## Desarrollo posterior
En el siglo XVIII la escuela Rinzai había entrado en un período de estancamiento y declive. En ese momento, el monje Hakuin Ekaku (1686-1769) llegó a ser un prominente revitalizador y organizador del Rinzai Zen, y sus vigorosos métodos encabezaron un renacimiento duradero. La influencia de Hakuin y sus sucesores fue tal que todos los maestros Rinzai Zen hoy remontan su linaje a él. La sistematización de Hakuin del sistema de entrenamiento Kōan sirve hoy como marco de la práctica Rinzai formal.
Un número de líneas Rinzai han sido exportadas de Japón a Europa, América y Australia, y practicantes no japoneses han sido certificados como maestros y sucesores de aquellos linajes. Los templos Rinzai, así como grupos de práctica dirigidos por practicantes laicos, pueden ser encontrados ahora en muchas naciones.